# Costuleni (okręg Jassy)
Costuleni – wieś w Rumunii, w okręgu Jassy, w gminie Costuleni. W 2011 roku liczyła 1389 mieszkańców.